# Mattias Bjärsmyr
Nils Erik Mattias Bjärsmyr (ur. 3 stycznia 1986 w Hestrze) – piłkarz szwedzki grający na pozycji środkowego obrońcy. Od 2017 jest zawodnikiem klubu Sivasspor.

## Kariera klubowa
Karierę piłkarską Bjärsmyr rozpoczął w klubie Hestra SSK. Następnie był zawodnikiem Grimsås IF, a w 2002 roku odszedł do Husqvarna FF i przez trzy lata grał w jej barwach w trzeciej lidze szwedzkiej. W 2005 roku odszedł do IFK Göteborg, grającego w pierwszej lidze. 30 maja 2005 roku zanotował debiut w IFK w zremisowanym 1:1 domowym spotkaniu z Elfsborgiem. Od czasu debiutu stał się podstawowym zawodnikiem klubu z Göteborga. W 2005 roku został z nim wicemistrzem Szwecji. Z kolei w 2007 roku wywalczył mistrzostwo Szwecji oraz wystąpił w finale Pucharu Szwecji. W 2008 roku zdobył ten puchar, dzięki zwycięstwu po serii rzutów karnych z Kalmar FF.
9 lipca 2009 Bjärsmyr wyraził zgodę na transfer do greckiego Panathinaikosu Ateny. Suma transferu wyniosła 450 tysięcy euro. W lidze greckiej zadebiutował 22 sierpnia w wygranym 3:0 wyjazdowym meczu z PAE Ergotelis. W 2010 roku wywalczył mistrzostwo Grecji.
W połowie 2010 roku Bjärsmyr został wypożyczony do norweskiego Rosenborga Trondheim. W lidze zadebiutował 12 września 2010 w meczu z Vikingiem (1:1).
W 2011 roku Bjärsmyr wrócił do Panathinaikosu. Z kolei w 2012 roku ponownie został zawodnikiem IFK Göteborg. W 2017 przeszedł do Sivassporu.
| Sezon   | Klub             | Kraj     | Rozgrywki     | Mecze | Bramki |
| ------- | ---------------- | -------- | ------------- | ----- | ------ |
| 2002    | Husqvarna FF     | Szwecja  | Division 1    | 1     | 0      |
| 2003    | Husqvarna FF     | Szwecja  | Division 1    | 15    | 0      |
| 2004    | Husqvarna FF     | Szwecja  | Division 1    | 21    | 0      |
| 2005    | IFK Göteborg     | Szwecja  | Allsvenskan   | 19    | 0      |
| 2006    | IFK Göteborg     | Szwecja  | Allsvenskan   | 20    | 0      |
| 2007    | IFK Göteborg     | Szwecja  | Allsvenskan   | 25    | 2      |
| 2008    | IFK Göteborg     | Szwecja  | Allsvenskan   | 27    | 1      |
| 2009    | IFK Göteborg     | Szwecja  | Allsvenskan   | 13    | 0      |
| 2009/10 | Panathinaikos AO | Grecja   | Alpha Ethniki | 17    | 0      |
| 2010    | Rosenborg BK     | Norwegia | Tippeligaen   | 7     | 0      |
| 2011    | Rosenborg BK     | Norwegia | Tippeligaen   | 2     | 0      |
| 2011/12 | Panathinaikos AO | Grecja   | Alpha Ethniki | 9     | 0      |
| 2012    | IFK Göteborg     | Szwecja  | Allsvenskan   | 8     | 1      |
| 2013    | IFK Göteborg     | Szwecja  | Allsvenskan   | 20    | 1      |
| 2014    | IFK Göteborg     | Szwecja  | Allsvenskan   | 30    | 0      |
| 2015    | IFK Göteborg     | Szwecja  | Allsvenskan   | 23    | 1      |
| 2016    | IFK Göteborg     | Szwecja  | Allsvenskan   | 23    | 0      |
| 2017    | IFK Göteborg     | Szwecja  | Allsvenskan   | 14    | 1      |
| 2018    | Sivasspor        | Turcja   | Süper Lig     | 32    | 0      |

## Kariera reprezentacyjna
W latach 2005–2009 Bjärsmyr był członkiem reprezentacji Szwecji U-21 i wystąpił na Mistrzostwach Europy U-21 w 2009 roku. W dorosłej reprezentacji Szwecji zadebiutował 13 stycznia 2008 roku w wygranym 1:0 towarzyskim meczu z Kostaryką.